# Nikolski
Nikolski (in russo: Никольский) è un census-designated place (CDP) degli Stati Uniti d'America, situato nello Stato dell'Alaska e in particolare nella Census Area delle Aleutine Occidentali. La popolazione era di 18 abitanti al censimento del 2010, di meno rispetto ai 39 del 2000.
Ha una pista d'atterraggio di ghiaia lunga poco più di un chilometro adatta solo per piccoli aerei e non ha un porto.

## Geografia fisica
Nikolski si trova a 52°56′29″N 168°51′39″W.
Ha una superficie totale di 344 km², di cui 342 km² di terra e 2 km² (0.58%) di acqua.
In una giornata serena da Nikolski si può vedere il Monte Vsevidof a nord-est, il punto più alto dell'isola di Umnak.

## Evoluzione demografica
In base al censimento del 2000 c'erano 39 persone.
La densità di popolazione era di 0,1 ab./km² e la composizione razziale era costituita dal 30,77% di persone bianche e del 69,23% di nativi americani.
In base al censimento del 2010 ci sono 18 abitanti e la densità di popolazione è di 0,05 ab./km².

## Educazione
Intorno al 1978 la scuola aveva un solo insegnante e 15 studenti. A partire dal 2009 le scuole nelle zone rurali dell'Alaska devono avere almeno 10 studenti per mantenere i finanziamenti dallo stato. Per l'anno scolastico 2009-2010 la Nikolski School aveva solo nove studenti e questo ha minacciato l'esistenza della scuola che è stata chiusa dopo la conclusione dell'anno scolastico 2009-2010